# Hannes Flesner
Hans „Hannes“ Flesner (* 8. Dezember 1928 in Rahester Moor bei Aurich; † 12. Juli 1984 in Leezdorf) war ein deutscher Musik-Journalist, Liedtexter und ostfriesischer Liedermacher.

## Leben

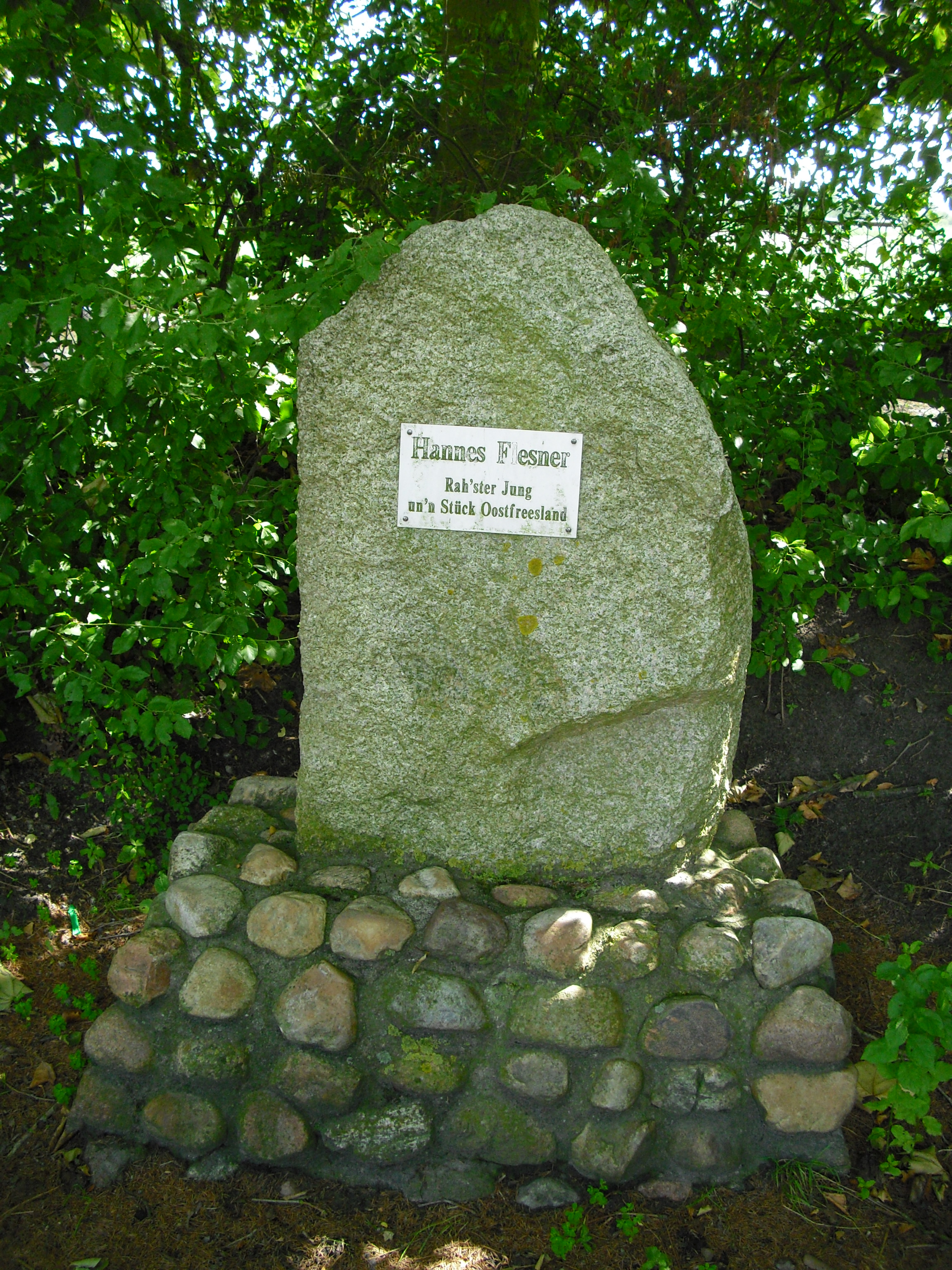
Gedenkstein für Hannes Flesner an der Schleuse Kukelorum in seinem Geburtsort Aurich-Rahester Moor

Der gebürtige Ostfriese Hannes Flesner verbrachte seine ersten Lebensjahre in Bremen, Karlsbad und Łódź. Seine schulische Ausbildung absolvierte er am Ulrichsgymnasium in Norden. Als 16-Jähriger wurde er im letzten Jahr des Zweiten Weltkrieges als Luftwaffenhelfer eingezogen. Nach seiner Reifeprüfung arbeitete er kurz als Bergmann in Nordrhein-Westfalen und in mehreren anderen Berufen. 1949 begann er mit einer journalistischen Ausbildung beim Ostfriesischen Kurier.
1955 wechselte er zur Oldenburger Nordwest-Zeitung und war ab 1956 bei der Bild-Zeitung in Hamburg tätig, wo er das Ressort Leichte Muse aufbaute sowie die regelmäßige Jazz-Kolumne Für alle, die Jazz lieben sowie das Schlager-Magazin betreute. Als einzige Jazz-Kolumne in einer deutschen Tageszeitung trug er zur Popularisierung der Musikrichtung bei. Ab 1959 schrieb er Liedtexte, die in der Regel unter Pseudonymen, wie „Peter Buchenkamp“ oder „Frank Dogger“ veröffentlicht wurden. Texte von Flesner wurden von Willy Millowitsch, Trude Herr, Walter Scherau und dem Medium Terzett verwendet. Er arbeitete u. a. mit den Komponisten Werner Twardy, mit dem er für Trude Herr den Spiegel-Twist verfasste, und Karl Golgowsky zusammen. Flesner und Golgowsky wohnten damals rund fünf Minuten Fußweg auseinander, so dass ein reger Kontakt gepflegt wurde. Weiterhin spezialisierte Flesner sich darauf, deutsche Coverversionen für amerikanische Hits zu verfassen. Beim „Hamburg-Schlager-Wettbewerb 1964“ erhielt Flesner für den zusammen mit Wolfgang Kretschmar geschriebenen Titel Die Kleine Bank im Alsterpark, gesungen von Lale Andersen, am 4. November 1964 aus der Hand des damaligen Innensenators Helmut Schmidt die Urkunde für den zweiten Preis.
1964 nahm Flesner die Stelle eines PR-Managers beim Plattenproduzenten Philips/Phonogram an. Er schrieb weiterhin Texte, allerdings nur noch für Künstler des eigenen Labels. Vier Jahre später machte er sich beruflich selbständig und begann mit der Produktion von Schallplattenaufnahmen, unter anderem mit den Künstlern Conny Plank, James Last und Lisa Fitz.
In den 1970er Jahren nutzte Flesner die Welle der Ostfriesenwitze zur Popularisierung der plattdeutschen Sprache und der Kultur Ostfrieslands. Er brachte die erste Schallplatte mit Ostfriesenwitzen heraus und mischte 1972 auf der Platte Ostfriesland wie es lacht und singt Witze mit selbstgeschriebenen Liedern. In den folgenden Jahren wurde er zu Fernseh- und Rundfunkauftritten als ostfriesischer Liedermacher eingeladen. Zu seinen bekanntesten Hits zählt der Bottermelk-Tango (Buttermilch-Tango). Flesners früherer Schulkamerad Gerd Pundt, der damalige Inselvogt von Memmert und Pädagoge, lieferte zu verschiedenen Flesner-Texten die Melodien. 1975/76 hatte Flesner eine eigene Rundfunksendung bei Radio Bremen, die plattdeutschen Fußnoten. Flesner bediente das Klischee vom „naiven, rückständigen und trinkfesten Ostfriesen“ in seiner Selbstinszenierung, verstand sich aber eher als Barde und Chansonnier der Menschen aus der Region und wollte durch seine Lyrik zu einem „affirmativen Selbstverständnis der Ostfriesen“ beitragen.
Ab 1980 widmete Flesner sich wieder mehr dem Journalismus. Er schrieb und produzierte einen Fernsehfilm für den NDR und schrieb regelmäßig Texte mit Geschichten aus Ostfriesland für Die Welt.
Als Stadtteilschreiber der Hamburger Walddörfer (1980) schrieb er ein Buch über das Leben an der oberen Alster: Schenk ein, mach Striche. In seinem Nachlass wurde ein unveröffentlichtes Theaterstück mit dem Titel Opa lätt de Puppen danzen gefunden, das ein Jahr nach seinem Tod in seinem letzten Wohnort, Leezdorf, uraufgeführt worden ist.
1996 wurden die plattdeutschen Lieder von Hannes Flesner auf einer Doppel-CD wiederveröffentlicht. Ein Jahr später folgte unter dem Titel Wenn dat so is, denn Prost! eine weitere CD mit gesprochenen Texten und Musik. Dieser Tonträger enthält neben der kompletten LP Wenn dat so is, denn Prost außerdem noch den ursprünglich auf der LP Johann Iken musst äben kieken erschienenen Titel In Ostfreesland is’t am besten.
2003 kam die Flesner-Biografie Gröön-Bohnen-Rock’n’Roll heraus. Deren Autor Werner Jürgens tritt seit 2012 regelmäßig gemeinsam mit anderen Musikern auf, um in einer Mischung aus Liedern und Talk-Runden Einblicke in das Leben und Werk von Hannes Flesner zu geben.
Hannes Flesner ist auf dem Friedhof Osteel begraben.

## Würdigungen
- 1974 erhielt Hannes Flesner die Auszeichnung Goldene Laterne.
- Seit 1991 erinnert ein Gedenkstein bei der Schleuse Kukelorum in Aurich an das Leben und Wirken Hannes Flesners.
- In Westerende-Kirchloog heißt seit 2024 ein bislang namenloser Weg, der am Ems-Jade-Kanal entlang verläuft, Hannes-Flesner-Padd.[5]

## Diskografie
- 1969 – Frau Wirtin (fontana, LP)
- 1971 – Die große Witzspirale (FASS, LP)
- 1971 – Der Witz zum Sonntag  (metronome)
- 1971 – Ostfriesenwitze (Fontana Special, LP)
- 1972 – Ostfriesland wie es singt und lacht (Fontana Special, LP)
- 1973 – Bottermelk-Tango (Lanteern, LP)
- 1974 – Nei humm, Rieka, is Damenwahl! (Lanteern, LP)
- 1976 – Johann Iken, musst äben kieken! (Lanteern, LP)
- 1977 – Wenn dat so is, denn Prost! (Lanteern, LP)
- 1979 – Tee-Walzer (Lanteern, LP)
- 1996 – Das war Hannes Flesner (Fehn, Best-of-CD)
- 1997 – Wenn dat so is, denn Prost! (Fehn, Best-of-CD)